# Sigurd Wallén

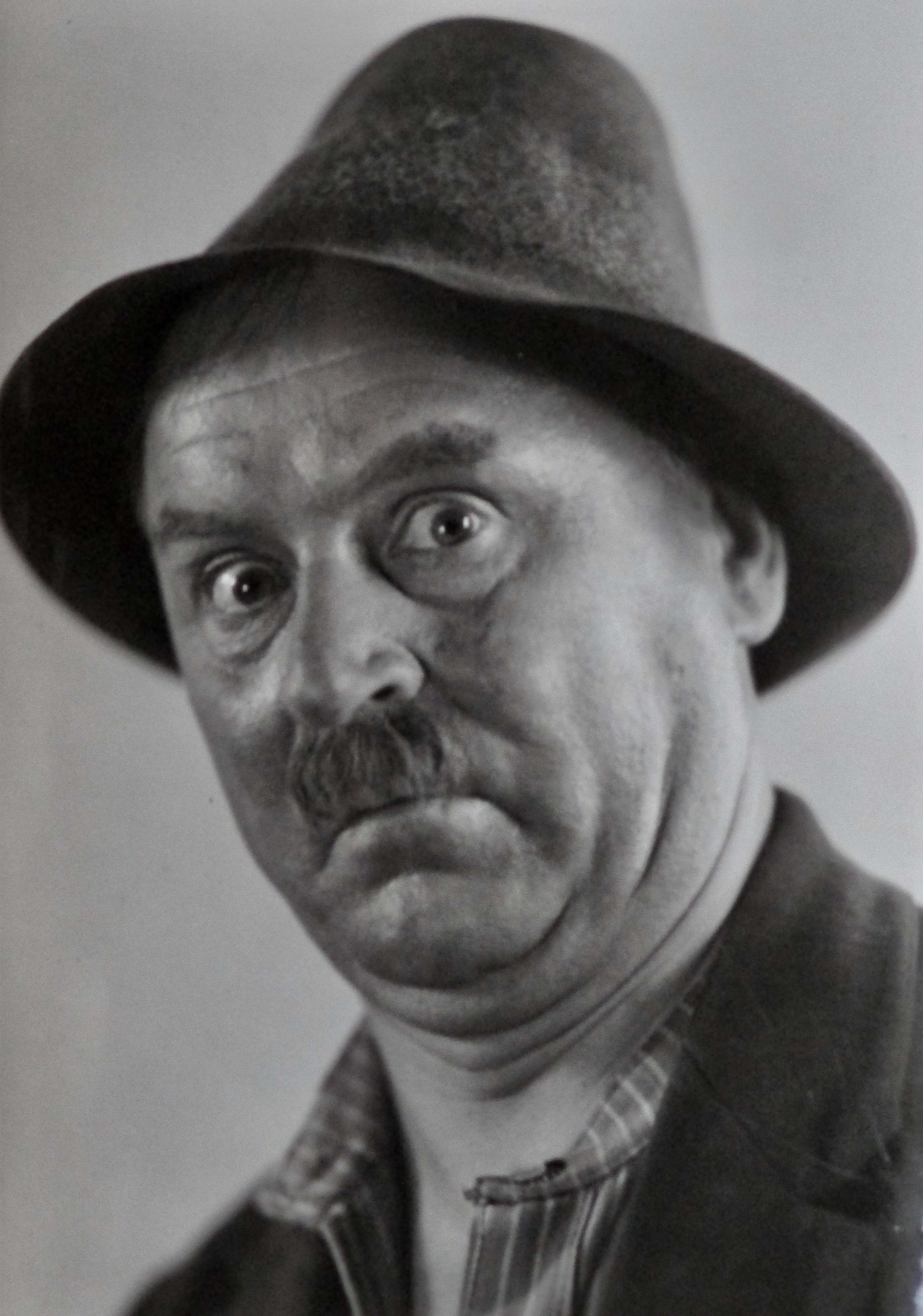
Sigurd Wallén

Sigurd Richard Engelbrekt Wallén, född den 1 september 1884 i Tierps socken, död den 20 mars 1947 i Oscars församling, Stockholm, var en svensk skådespelare, sångare och regissör.

## Biografi
Sigurd Walléns föräldrar ville att han skulle bli präst; fadern, som var mjölnare, arrenderade kvarnen vid Danvikstull i Stockholm, där Sigurd  Wallén sattes i Södra Latin. Wallén debuterade på scen 1905. Han studerade på Elin Svenssons teaterskola och var bland annat statist på Dramaten. Sedan kom han att arbeta under Albert Ranft vid Södra teatern. Han kom därefter med i Carl Deurells teatersällskap och arbetade mycket med revyer och folklustspel. 
Som skådespelare var Sigurd Wallén specialist på kluriga gubbar. Han var mycket produktiv som regissör, skådespelare och sångare, under 1930-talet medverkade han i 37 filmer, regisserade 18 och skrev manus till fem stycken. Han skapade även egna folklustspel som  Pojkarna på Storholmen 1914, vilken filmades 1932. 
Han debuterade på grammofonskiva 1919 och gjorde ett 40-tal inspelningar. 
Han var gift med skådespelaren Edith Olsson och far till regissören Lennart Wallén. Wallén är begravd på Skogskyrkogården i Stockholm.

## Filmografi

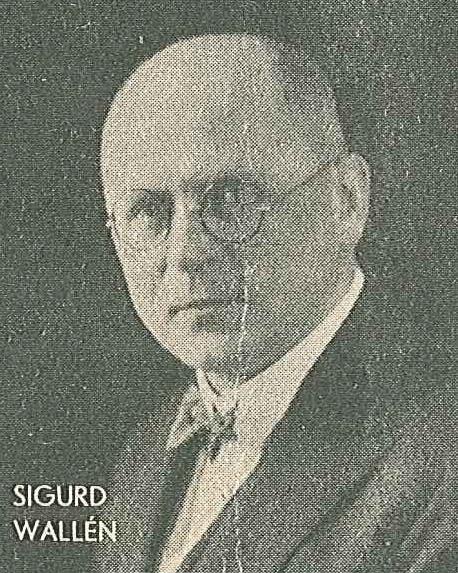
Sigurd Wallén i filmen Brokiga Blad 1931.

### Skådespelare (i urval)
- 1911 – Stockholmsfrestelser
- 1911 – Blott en dröm
- 1915 – Kal Napoleon Kalssons bondtur
- 1917 – Tösen från Stormyrtorpet
- 1917 – Alexander den store
- 1918 – Berg-Ejvind och hans hustru
- 1919 – Hans nåds testamente
- 1919 – Ingmarssönerna
- 1920 – Thora van Deken
- 1923 – Friaren från landsvägen
- 1924 – Halta Lena och vindögda Per
- 1928 – Janssons frestelse
- 1930 – Fridas visor
- 1932 – Svarta rosor
- 1931 – Brokiga blad
- 1931 – Röda dagen
- 1931 – Skepparkärlek
- 1932 – Hans livs match
- 1932 – Lyckans gullgossar
- 1932 – Kärlek och kassabrist
- 1932 – Pojkarna på Storholmen
- 1932 – Vi som går köksvägen
- 1933 – Pettersson & Bendel
- 1933 – Giftasvuxna döttrar
- 1934 – Karl Fredrik regerar
- 1935 – Swedenhielms
- 1935 – Ebberöds bank
- 1935 – Kärlek efter noter
- 1935 – Munkbrogreven
- 1935 – Smålänningar
- 1936 – Alla tiders Karlsson
- 1936 – Bombi Bitt och jag
- 1936 – Janssons frestelse
- 1937 – Familjen Andersson
- 1937 – John Ericsson – segraren vid Hampton Roads
- 1937 – Konflikt
- 1937 – Vi går landsvägen
- 1937 – Katt över vägen
- 1938 – Du gamla du fria
- 1938 – En kvinnas ansikte
- 1938 – Sigge Nilsson och jag
- 1938 – Två år i varje klass
- 1938 – Med folket för fosterlandet
- 1939 – Kloka gubben
- 1939 – Adolf i eld och lågor
- 1939 – Sjöcharmörer
- 1939 – Mot nya tider
- 1940 – Karl för sin hatt
- 1940 – Beredskapspojkar
- 1940 – ... som en tjuv om natten
- 1940 – Kronans käcka gossar
- 1940 – Juninatten
- 1940 – Stora famnen
- 1940 – Ett brott
- 1941 – En fattig miljonär
- 1941 – Livet går vidare
- 1941 – Nygifta
- 1942 – Rospiggar
- 1942 – Det är min musik
- 1943 – Karusellen går
- 1943 – Kvinnor i fångenskap
- 1943 – Natt i hamn
- 1943 – Flickan är ett fynd
- 1943 – I mörkaste Småland
- 1944 – Släkten är bäst
- 1944 – Hemsöborna
- 1944 – Skeppar Jansson
- 1944 – Vår Herre luggar Johansson
- 1945 – Brott och straff
- 1945 – Änkeman Jarl
- 1946 – Saltstänk och krutgubbar
- 1946 – När ängarna blommar
- 1949 – Hur tokigt som helst
- 1951 – Livat på luckan
- 1952 – Adolf i toppform

### Regi (i urval)
- 1922 – Anderssonskans Kalle
- 1923 – Anderssonskans Kalle på nya upptåg
- 1923 – Friaren från landsvägen
- 1924 – Halta Lena och vindögda Per
- 1924 – Grevarna på Svansta
- 1924 – Dan, tant och lilla fröken Söderlund
- 1925 – Hennes lilla majestät
- 1926 – Farbror Frans
- 1926 – Dollarmillionen
- 1926 – Ebberöds bank
- 1927 – Drottningen av Pellagonien
- 1928 – Janssons frestelse
- 1929 – Ville Andesons äventyr
- 1932 – Pojkarna på Storholmen
- 1933 – Giftasvuxna döttrar
- 1934 – Anderssonskans Kalle
- 1935 – Munkbrogreven
- 1935 – Ebberöds bank
- 1936 – Rendezvous im Paradies
- 1936 – Skeppsbrutne Max
- 1937 – Vi går landsvägen
- 1937 – Adolf Armstarke
- 1937 – Familjen Andersson
- 1938 – Med folket för fosterlandet
- 1938 – Kloka gubben
- 1940 – Kronans käcka gossar
- 1940 – Beredskapspojkar
- 1941 – Nygifta
- 1943 – Karusellen går
- 1944 – Hemsöborna
- 1944 – Vår Herre luggar Johansson
- 1944 – Skeppar Jansson
- 1945 – Änkeman Jarl

### Filmmanus (i urval)
- 1923 – Friaren från landsvägen
- 1928 – Janssons frestelse
- 1932 – Pojkarna på Storholmen
- 1932 – Lyckans gullgossar
- 1933 – Giftasvuxna döttrar
- 1934 – Anderssonskans Kalle
- 1935 – Ebberöds bank
- 1938 – Med folket för fosterlandet
- 1940 – Kronans käcka gossar
- 1944 – Hemsöborna
- 1944 – Skeppar Jansson
- 1945 – Änkeman Jarl

## Teater

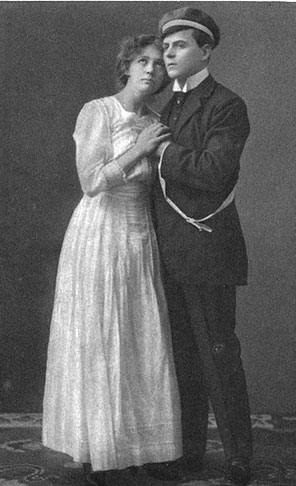
Greta Pfeil och Sigurd Wallén som Käthie och Karl-Hinke i pjäsen Gamla Heidelberg av Wilhelm Meyer-Förster.

### Roller (ej komplett)
| År   | Roll                                             | Produktion                                                                  | Regi                             | Teater           |
| ---- | ------------------------------------------------ | --------------------------------------------------------------------------- | -------------------------------- | ---------------- |
| 1909 |                                                  | Schöllers pensionat                                                         |                                  | Folkteatern      |
| 1910 | Smålandsoxen                                     | Skeppargatan 40 Algot Sandberg                                              |                                  | Folkteatern      |
| 1910 | Livliga Laban                                    | En sommarnattsdans, eller Balettens triumf på Söder, revy Algot Sandberg    | Algot Sandberg Wilhelm Berndtson | Södra Varietén   |
| 1910 | Löjtnant Arkadius Silfverspets                   | Småstadsfolk Algot Sandberg                                                 |                                  | Folkteatern      |
| 1910 |                                                  | Lidingökungen Harald Leipziger                                              |                                  | Folkteatern      |
| 1910 |                                                  | Himlen på jorden Julius Horst                                               |                                  | Folkteatern      |
| 1910 | Mågen                                            | Hemgiftsjägare Alexander Engel och Julius Horst                             |                                  | Folkteatern      |
| 1910 | Yon Yonson                                       | Yon Yonson Algot Sandberg                                                   |                                  | Folkteatern      |
| 1911 | Handelsbiträdet Efraim Bodén                     | Här ska valsas, revy Oscar Hemberg, Otto Hellkvist                          |                                  | Folkteatern      |
| 1911 | Sadelmakaren                                     | Krigarlif, revy Emil Norlander                                              | Justus Hagman                    | Kristallsalongen |
| 1911 |                                                  | Pippi, revy Otto Hellkvist och Oscar Hemberg                                |                                  | Kristallsalongen |
| 1911 | Olof                                             | Gammelmors pojkar K.G. Ossiannilsson                                        |                                  | Folkteatern      |
| 1911 | Frisören                                         | Papageno Rudolf Kneissl                                                     |                                  | Folkteatern      |
| 1911 |                                                  | Ljusets riddarvakt Ture Nerman                                              |                                  | Folkteatern      |
| 1911 |                                                  | 33.333 Algot Sandberg                                                       |                                  | Folkteatern      |
| 1912 | Medverkande                                      | Ostindiska kompaniet eller Vad ni vill?, revy Oscar Hemberg, Otto Hellkvist |                                  | Folkteatern      |
| 1914 |                                                  | Herr Dardanell och hans upptåg på landet August Blanche                     |                                  | Folkteatern      |
| 1914 | Sjölund, timmerman                               | Pojkarna på Storholmen Sigurd Wallén                                        |                                  | Folkteatern      |
| 1914 |                                                  | Dagen efter Axel Breidahl                                                   |                                  | Folkteatern      |
| 1914 |                                                  | Diamantstölden Otto Witt                                                    |                                  | Folkteatern      |
| 1914 |                                                  | En kaféflicka Björn Hodell                                                  |                                  | Folkteatern      |
| 1914 | Pettersson                                       | Andersson, Pettersson och Lundström Frans Hodell                            |                                  | Folkteatern      |
| 1915 |                                                  | Fröken Tralala Jean Gilbert, Georg Okonkowski och Leo Leipziger             |                                  | Folkteatern      |
| 1915 | Roper, advokat                                   | Silverasken John Galsworthy                                                 |                                  | Folkteatern      |
| 1915 |                                                  | Kring kvinnan                                                               |                                  | Folkteatern      |
| 1915 | Luffaren                                         | Kvarnen vid storgården Paul Hallström                                       |                                  | Folkteatern      |
| 1915 |                                                  | Lika barn leka bäst Sigurd Wallén                                           |                                  | Folkteatern      |
| 1915 | Notisjägaren                                     | Tattar-Ingrid Algot Sandberg                                                | Algot Sandberg                   | Folkteatern      |
| 1915 |                                                  | I mobiliseringstider Gustav von Moser                                       |                                  | Folkteatern      |
| 1915 | Hattmakaren                                      | Hattmakarens bal Selfrid Kinmanson                                          |                                  | Folkteatern      |
| 1915 | Rektorn                                          | Skyldig eller oskyldig Julius Magnussen                                     |                                  | Folkteatern      |
| 1916 | Medverkande                                      | Här jobbas, revy Otto Hellkvist                                             |                                  | Folkteatern      |
| 1916 | Yon Yonson                                       | Yon Yonson Algot Sandberg                                                   |                                  | Folkteatern      |
| 1919 |                                                  | Kör till Kristallen!, revy                                                  | Oscar Wennersten                 | Kristallsalongen |
| 1921 | Medverkande                                      | Vart ska vi annars gå, revy Karl Gerhard                                    |                                  | Folkteatern      |
| 1923 |                                                  | Ebberöds bank Axel Breidahl och Axel Frische                                | Sigurd Wallén                    | Södra Teatern    |
| 1926 | Matts Linus Fredriksson                          | Mussolini Jens Locher                                                       | Sigurd Wallén                    | Folkteatern      |
| 1927 | Anton Wibbel, skräddare                          | Skräddar Wibbel Hans Müller-Schlösser                                       | Sigurd Wallén                    | Folkteatern      |
| 1927 | Walle Weller, direktör i A.B. Svenskt kraftfoder | Revyprimadonnan Svasse Bergqvist                                            | Sigurd Wallén                    | Folkteatern      |
| 1927 | Bankdirektören                                   | Adjö, Mimi Ralph Benatzky, Alexander Engel och Julius Horst                 | Oskar Textorius                  | Vasateatern      |
| 1928 | Faradel                                          | Inte på mun Maurice Yvain och André Barde                                   | Oskar Textorius                  | Vasateatern      |
| 1928 |                                                  | Miss America Walter Bromme, Georg Okonkowsky och Willy Steinberg            | Sigurd Wallén                    | Vasateatern      |
| 1928 | Zuntz                                            | Hennes excellens Michael Krausz, Ernst Welisch och Rudolf Schanzer          | Oskar Textorius                  | Vasateatern      |
| 1928 | Maximilian Rosenhäger                            | Hurra! En pojke! Franz Arnold och Ernst Bach                                | Sigurd Wallén                    | Södra Teatern    |
| 1928 | Chatrand                                         | Spindeln Fulton Oursler och Lowell Brentano                                 |                                  | Södra Teatern    |
| 1929 | Medverkande                                      | Stockholm–Motala, revy Karl-Ewert, Svasse Bergqvist och Kar de Mumma        |                                  | Folkteatern      |
| 1930 | Axel Nyman, bankir                               | Krasch Erik Lindorm                                                         | Sigurd Wallén                    | Folkteatern      |
| 1931 | "Slinken"                                        | 33.333 Algot Sandberg                                                       | Sigurd Wallén                    | Folkteatern      |
| 1932 |                                                  | Blockad Erik Lindorm                                                        |                                  | Turné            |
| 1932 |                                                  | Röda dagen Erik Lindorm                                                     |                                  | Turné            |
| 1933 | Friman, portvakt                                 | Sverige är räddat Erik Lindorm                                              |                                  | Folkteatern      |
| 1935 | Rektorn                                          | Flickan i frack Hjalmar Bergman                                             | Per Lindberg Karl Kinch          | Vasateatern      |
| 1935 | Pfisterer                                        | Gatumusikanter Paul Schurek                                                 | Sigurd Magnussøn                 | Blancheteatern   |
| 1936 | Rasmus Thomsen, kloka gubben i Randrup           | Kloka gubben Paul Sarauw                                                    | Sigurd Wallén                    | Södra Teatern    |

### Regi (ej komplett)
| År   | Produktion                          | Upphovsmän                                          | Teater                                       |
| ---- | ----------------------------------- | --------------------------------------------------- | -------------------------------------------- |
| 1916 | Här jobbas, revy                    | Otton                                               | Folkteatern                                  |
| 1916 | Broder Svensson                     | Sigurd Wallén                                       | Folkteatern                                  |
| 1917 | Heja, heja, heja, revy              | Otton                                               | Folkteatern                                  |
| 1917 | Turkiska Pettersson, revy           | Stockholmare (pseudonym)                            | Folkteatern                                  |
| 1923 | Anderssons sagor, revy              | Karl-Gerhard                                        | Oscarsteatern                                |
| 1923 | Ebberöds bank Ebberød Bank          | Axel Breidahl och Axel Frische                      | Södra Teatern                                |
| 1926 | Mussolini                           | Jens Locher                                         | Folkteatern                                  |
| 1926 | Carnegiehjälten Der kühne Schwimmer | Franz Arnold och Ernst Bach                         | Folkteatern                                  |
| 1926 | Ebberöds bank Ebberød Bank          | Axel Breidahl och Axel Frische                      | Folkteatern                                  |
| 1927 | Drottningen av Pelagonien           | Henning Ohlsson                                     | Folkteatern                                  |
| 1927 | Skräddar Wibbel                     | Hans Müller-Schlösser                               | Folkteatern                                  |
| 1927 | Revyprimadonnan Die vertagte Nacht  | Svasse Bergqvist Efter Franz Arnold och Ernst Bach  | Folkteatern                                  |
| 1928 | Miss America                        | Walter Bromme, Georg Okonkowsky och Willy Steinberg | Vasateatern                                  |
| 1928 | Hurra! En pojke! Hurra, ein Junge   | Franz Arnold och Ernst Bach                         | Södra Teatern                                |
| 1928 | Knock out                           | Åbergsson                                           | Folkets hus teater                           |
| 1929 | Röda dagen                          | Erik Lindorm                                        | Folkteatern                                  |
| 1930 | Det glada Stockholm, revy           | Karl-Ewert och Kar de Mumma                         | Folkteatern                                  |
| 1930 | Krasch                              | Erik Lindorm                                        | Folkteatern                                  |
| 1930 | Röda dagen                          | Erik Lindorm                                        | Folkteatern                                  |
| 1930 | Lilla pappa                         | Armin Friedmann och Fritz Lunzer                    | Folkteatern                                  |
| 1931 | Sensation                           | Erik Lindorm                                        | Folkteatern                                  |
| 1931 | Konto X                             | Rudolf Bernauer och Rudolf Österreicher             | Folkteatern                                  |
| 1931 | No no, Nanette                      | Vincent Youmans, Irving Caesar och Otto Harbach     | Folkteatern Regi tillsammans med Ernst Nixon |
| 1931 | 33.333                              | Algot Sandberg                                      | Folkteatern                                  |
| 1931 | Blockad                             | Erik Lindorm                                        | Folkteatern                                  |
| 1931 | Ebberöds bank Ebberød bank          | Axel Breidahl och Axel Frische                      | Folkteatern                                  |
| 1936 | Kloka gubben Den kloge mand         | Paul Sarauw                                         | Södra Teatern                                |

### Manus
- 1914 – Pojkarna på Storholmen, Folkteatern[20]
- 1914 – Janssons frestelse, Folkteatern[62]
- 1915 – Lika barn leka bäst, Folkteatern[29]

## Radioteater
| År   | Roll    | Produktion            | Regi           |
| ---- | ------- | --------------------- | -------------- |
| 1940 | Slinken | 33,333 Algot Sandberg | Carl Barcklind |